# Умертвие
Умертвие (англ. Wight или др.-англ. Wiht) — устоявшийся русскоязычный термин для обозначения разновидности нежити в современном фэнтези. Оригинальное английское слово wight было синонимом слова creature («существо»), им обозначались как любые живые сущности вообще, так и поднявшиеся в виде призраков или зомби мертвецы. Родственным «веттир» (др.-сканд. Vættr) называли духов природы. При этом термин wight в аллегорическом значении иногда встречается в произведениях классической английской литературы и поэзии, таких как «Кентерберийские рассказы» Джефри Чосера или «Королева фей» Эдмунда Спенсера.

## Происхождение термина
Джон Толкин, писатель и исследователь германо-скандинавской мифологии, популяризовал образ существ, включив их несколько переработанный образ в свой знаменитый фэнтези-роман «Властелин Колец», где существа стали называться Barrow-wight (оригинальное авторское название). Таким образом, писатель связал персонажа с поверьями древних германцев о духах из могильных холмов (курганов). При этом, описание существ включало черты как нематериальной нежити (призраков), так и поднявшихся мертвецов, наподобие драугов. Для российских читателей в переводе романа А. Кистяковского и В. Муравьёва термин был переведён именно как «умертвие», и, хотя он уже использовался в русском языке в других, архаичных значениях, в современной популярной культуре закрепился как название фантастического существа.

## В романе
В первой части романа («Братство кольца»), умертвия упоминаются в главах VII и VIII («У Тома Бомбадила» и «Туман над могильниками» соответственно). Хоббиты Фродо, Сэм, Мерри и Пиппин, путешествуя из Старого леса в Пригорье, проходят через Могильники, где встречают умертвий и попадают под действие их тёмной магии. Спасает хоббитов подоспевший вовремя Том Бомбадил, после чего они вооружаются кинжалами, найденными в кургане.
Справа чёрной тенью высился Могильник.
- Ну, где же вы? - крикнул он снова, испуганно и сердито.

- Здесь! - глухо отозвался из-под земли цепенящий голос. - Здесь, я жду тебя!

- Нет-нет-нет, - выдохнул Фродо, но двинуться с места не мог.
Колени его подломились, и он рухнул наземь. Тишь, никого: может, померещилось? Он с дрожью поднял глаза и увидел, что над ним склоняется тёмная фигура, пригвождая к земле ледяным взглядом, словно двумя мёртвыми лучами. Холодная стальная хватка сдавила Фродо - он вмиг окостенел с головы до ног и потерял сознание.
...
Потом вдруг мелькнуло: конец, попался, в могиле. Умертвие схватило его, околдовало, и теперь он во власти мрачных чар, о которых в Хоббитании даже и шёпотом говорить боялись.
— «Братство Кольца», книга 1, глава VIII: «Туман над могильниками»
Фрагмент оригинала:
When he came to himself again, for a moment he could recall nothing except a sense of dread. Then suddenly he knew that he was imprisoned, caught hopelessly; he was in a barrow. A Barrow-wight had taken him, and he was probably already under the dreadful spells of the Barrow-wights about which whispered tales spoke.
Умертвия были духами, которых наслал на Могильники Король-чародей Ангмара. В одноимённой экранизации Питера Джексона умертвия не показаны, а эпизод с могильником пропущен. Оружие хоббитам выдаёт Арагорн во время привала в руинах сторожевой башни Амон Сул.

## Заимствование образа
Запрос «Вихты» перенаправляется сюда.
Впоследствии, умертвие как персонаж типа нежити был заимствован в сеттинг Dungeons & Dragons в 1974 году, в самой первой редакции, после чего с разной степенью трансформации стал использоваться во многих современных фэнтези-произведениях, включая компьютерные игры. Название wight (wicht), обозначающее персонажей-нежить в числе прочего используется в таких популярных романах как «Ведьмак» А. Сапковского и «Песнь Льда и Огня» Джорджа Р. Р. Мартина, где название существ было переведено на русский язык как «вихты».